# Videix
Videix é uma comuna francesa na região administrativa da Nova Aquitânia, no departamento de Alto Vienne. Estende-se por uma área de 16,63 km². Em 2010 a comuna tinha 208 habitantes (densidade: 12,5 hab./km²).